# Santa María de la Mejorada
Santa María de la Mejorada és un cenobi catòlic a la localitat de Calabazas pertanyent al municipi d'Olmedo, província de Valladolid, Castella i Lleó, Espanya. La seva capella ha estat declarada bé d'interès cultural.
La primera capella fou construïda l'any 1330.  El 1409, Ferran d'Antequera, el futur Ferran I d'Aragó en patrocinà la construcció, que havia d'incloure un palau i un panteó. Esdevingué un monestir jerònim i un notable punt de trobada, i fins i tot els Reis Catòlics, Carles V i Felip II el visitaven amb freqüència. També Cristòfor Colom va escriure en 1497 un memorial.
Va ser saquejat pels francesos en la Guerra de la Independència. Després de la desamortització de Mendizábal de 1836 tot el monestir va passar a mans privades i va començar el seu procés de ruïna. La capella mudèjar del crucifix va ser declarada bé d'interès cultural el 1931. Avui dia les parts que es van salvar, inclosa l'esmentada capella, estan restaurades.

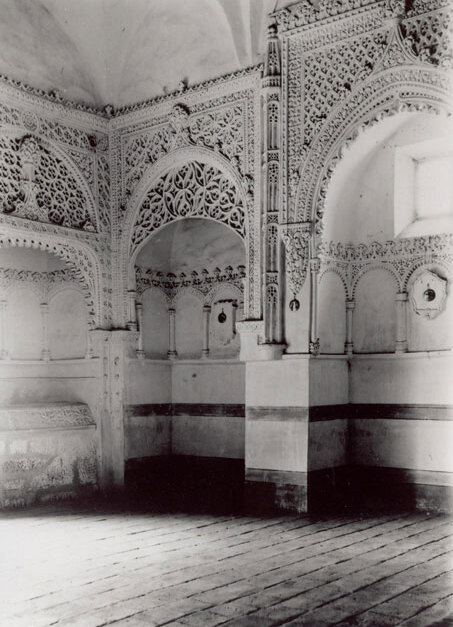
Capella del crucifijo
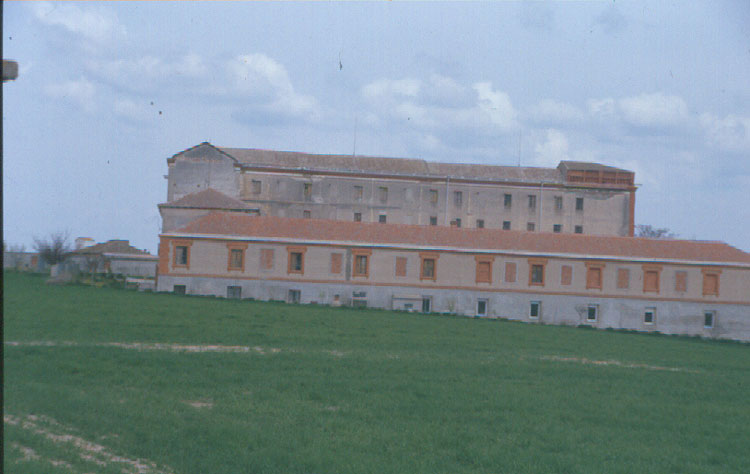
Convent de la Mejorada